# Emmanuelle Bercot
Emmanuelle Bercot (París, Francia, 6 de noviembre de 1967) es una actriz, directora de cine y guionista francesa.
Ha aparecido en numerosa películas de drama francesas, y ha sido nominada cinco veces en los Premios César, como Mejor Actriz y Mejor Directora. Es la ganadora de la mejor interpretación femenina en el Festival de Cannes debido a su interpretación en Mi amor, dirigida por Maïwenn.
Su película de 2013, dónde trabajó como directora; Ella se va, fue nominada en el Festival Internacional de Cine de Berlin.

## Biografía
Después de formarse como bailarina, Emmanuelle Bercot se centró en el teatro y la interpretación antes de matricularse en La Fémis. En 1997 dirigió su primer cortometraje, Les vacances, que fue galardonado con el Premio del Jurado del Festival de Cannes. En 1999, su película de graduación La Puce, que también marcó el descubrimiento de la actriz Isild Le Besco, ganó el premio de la Cinéfondation en Cannes y fue estrenada en los cines de Francia. 
En 2001, su primer largometraje, Clément, se estrenó en la sección Un Certain Regard de Cannes, donde fue galardonado con el Premio de la Juventud. Con su segunda película, Backstage —que se proyectó en competición oficial del Festival de Venecia de 2005—, Bercot continuó explorando el tema de la angustia adolescente, en este caso a través de la relación problemática entre una estrella de la canción (Emmanuelle Seigner) y una joven fan obsesiva (Isild Le Besco). 
Emmanuelle Bercot sigue actuando de vez en cuando, apareciendo en películas de Claude Miller, Bertrand Tavernier, Benoît Jacquot, Olivier Assayas y Maïwenn, de cuya cinta Polisse también coescribió el guion. 
En la televisión, sus créditos de directora incluyen Le choix d'Elodie (1998 - ganadora del Laurier d'Or 1999 y del Prix du Sénat), Tirez sur le caviste, la serie Suite Noire, protagonizada por Niels Arestrup y Julie-Marie Parmentier (ganadora del Premio de la Crítica del Sindicato Francés de Cine y Televisión en 2008), y Mes chères études (conocida como Student Services), para Canal+ en 2009. 
En 2012, Bercot dirigió uno de los episodios de la película Los infieles, protagonizada por Jean Dujardin y Gilles Lellouche, a la que siguió la cinta Ella se va, que se proyectó en la Selección Oficial del 63.er Festival Internacional de Cine de Berlín en 2013. En 2015, su largometraje Con la frente en alto fue seleccionado para inaugurar la 68.ª edición del Festival de Cannes, donde ganó el Premio a la Mejor Actriz por su interpretación en Mi amor, de Maïwenn.

## Premios y distinciones
Festival Internacional de Cine de Cannes
| Año  | Categoría         | Película | Resultado |
| ---- | ----------------- | -------- | --------- |
| 1997 | Premio del jurado | Leonie   | Ganador   |
| 2015 | Mejor actriz      | Mon Roi  | Ganadora  |

Festival Internacional de Cine de San Sebastián
| Año  | Categoría               | Película            | Resultado |
| ---- | ----------------------- | ------------------- | --------- |
| 2016 | Premio a la Solidaridad | La doctora de Brest | Ganadora  |